# Psyllobetina perkinsi
Psyllobetina perkinsi är en nattsländeart som beskrevs av Arturs Neboiss 1962. Psyllobetina perkinsi ingår i släktet Psyllobetina och familjen Hydrobiosidae. Inga underarter finns listade i Catalogue of Life.